# Taylor Fritz
Taylor Fritz, född 1997, är en amerikansk tennisspelare.
Han vann Indian Wells mot Rafael Nadal 2022. Han nådde även kvartsfinalen i Wimbledon 2022, US Open 2023 och Australian Open 2024.